# Gallegos (Barlovento)
Gallegos es un barrio del municipio canario de Barlovento, en la isla de La Palma, en España. Se sitúa al norte de la isla, en la parte oeste del municipio.

## Geografía
La orografía de la zona es bastante escarpada, con pendientes pronunciadas que descienden desde la cara norte de las cumbres de la Caldera de Taburiente hacia el mar, con numerosos barranquillos, que se detienen en su tramo final, desembocando en el alto de un acantilado, y que en sus interfluvios forman lomos estrechos.  El litoral, que no dispone de playas, tiene una fisonomía irregular llena de contrastes, con acantilados de considerable altura.
El caserío se sitúa sobre la plataforma que forma uno de estos lomos, entre los barrancos de Gallegos, al este, que lo aísla del resto de núcleos del municipio, y el de Franceses, al oeste, que lo separa del barrio del mismo nombre, que pertenece al municipio de Garafía.
Cuenta con cultivos de regadío que aprovechan el agua de los manantiales que provienen de la zona alta de la isla.
Al igual que en la vecina población de Franceses, entre los 400 y 600 metros de altura, perviven todavía algunos ejemplos de una antigua vivienda rural que, al igual que otros lugares de la comarca, tiene la particularidad de tener la cubierta de tablones de pinotea, a dos aguas y con muros de piedra seca.
En la parte inferior del Lomo de La Crucita, existe una serie de cuevas abandonadas o que sirven de corral de ganado, que antaño fueron habitación.
En los altos de Gallegos todavía quedan antiguos hornos de brea donde se cocía la resina del pino, que se utilizaba para calafatear los cascos de las embarcaciones de madera.
El acceso a la población se hace desde la carretera de circunvalación norte de La Palma, LP-1.

### Espacios naturales
En sus proximidades se encuentra la reserva natural especial de Guelguén, que se extiende por el litoral de los municipios de Garafia y Barlovento.

## Demografía
Está formado por cuatro núcleos localizados, de este a oeste, en el Lomo de la Cancela, Lomo de la Crucita, Lomo de la Fuente y Lomo de los Castros; siendo el primero de ellos en donde se concentra el mayor número de viviendas, entre los que se encuentran la iglesia de la Santa Cruz, la escuela y el "Bar Víveres Gallegos", bar que al mismo tiempo es un pequeño supermercado.
En el año 2007 tenía una población de 334 habitantes, a los cuales se les conoce por el gentilicio de gallegueros. En su día fue uno de los núcleos más poblados del municipio, pero la construcción de la carretera  en los años 50 del siglo XX, al mismo tiempo que supuso el final de aislamiento, aceleró la emigración de sus habitantes a otras partes de la isla, a Tenerife o, incluso, a Venezuela.
Cuenta desde 2004 con una asociación de vecinos denominada El Trapiche.

## Fiestas y tradiciones
El 3 de mayo celebra la fiesta de la Santa Cruz, y en el entorno del 23 de agosto tiene lugar la fiesta en honor de Nuestra Señora de la Caridad del Cobre, patrona del barrio desde que en el año 1959 se trajo desde Cuba la imagen de esta Virgen.
El pueblo posee una personalidad propia y diferenciada, que ha mantenido sus costumbres y tradiciones y unas formas de cultivo peculiares. Esto se ha debido a que, como todo el norte y noroeste de la isla, hasta la construcción de la carretera constituyó una comunidad aislada del resto de la isla, a la que solo se accedía por mar, a través de un proís (o porís), o por el Camino Real (actual sendero GR-130).

## Senderismo
Cuenta con diversos senderos balizados para la práctica del senderismo:
- Sendero de gran recorrido GR-130, denominado "Camino Real de la Costa y Medianías" que bordea toda la isla, y que atraviesa todo el pueblo y lo comunica con la cabecera del municipio de Barlovento y con Garafia.[9][10]
- Sendero local que se inicia en el Barranco de La Herradura y discurre angostamente hasta Las Cabezadas, culminando en La Laguna de Barlovento[1]
- Sendero que transcurre desde las cumbres, en el Lomo de Las Cebollas, que a través de una pista forestal, salvando grandes desniveles, desciende hasta Los Llanos de Gallegos[1]